# Metacyrba floridana
Metacyrba floridana är en spindelart som beskrevs av Willis J. Gertsch 1934. Metacyrba floridana ingår i släktet Metacyrba och familjen hoppspindlar. Inga underarter finns listade i Catalogue of Life.